# Lutheran Confessional Synod
Lutheran Confessional Synod (LCS) var en luthersk kyrka i USA. LCS bildades ursprungligen 1994 av en församling som lämnat Evangelical Lutheran Church in America. 
LCS kännetecknades av en konservativ tolkning av den lutherska bekännelsen och av traditionell liturgi. LCS stod en period i kyrkogemenskap med WELS, men bröt denna på grund av olikheter i synen på nattvarden och prästämbetet. 
Till skillnad från vissa andra mindre lutherska kyrkor hade LCS en episkopal struktur. Man förkastar den i vissa samfund förekommande tanken att lokalförsamlingen vore den enda gudomligt instiftade kyrkoenheten.
LCS upplöstes ganska snart efter millennieskiftet.